# BDA-Preis für Architekturkritik
Mit dem BDA-Preis für Architekturkritik würdigt der Bund Deutscher Architektinnen und Architekten (BDA) die engagierte Arbeit von Journalisten und Publizisten, die in ernsthaftem und stetem Bemühen die Gestaltung der gebauten Umwelt kritisch begleiten und ihre Bedeutung als wichtiges gesellschaftliches Moment öffentlich sichtbar machen.
Die Auszeichnung wird seit 2006 alle drei Jahre verliehen und ist mit 5000 Euro dotiert.

## Bisherige Preisträger
- Eberhard Schulz, Frankfurt/Main (1963)
- Adolf Arndt, Bonn (1965)
- Ulrich Conrads, Berlin (1967)
- Peter M. Bode, München (1970)
- Inge Boskamp, Düsseldorf und Manfred Sack, Hamburg (1976)
- Johanna Schmidt-Grohe, Paulhans Peters und Christoph Hackelsberger, München (1980)
- Julius Posener, Berlin (1983)
- Wolfgang Pehnt, Köln (1988)
- Dieter Hoffmann-Axthelm, Berlin (1992)
- Wolfgang Kil, Berlin (1997)
- Dieter Bartetzko, Frankfurt/Main und Heinrich Wefing, Berlin (2006)
- Peter Sloterdijk, Karlsruhe (2009)
- Roman Hollenstein, Zürich (2012)
- Niklas Maak, Berlin (2015)
- Gerhard Matzig, München (2018)
- Nikolaus Kuhnert, (2021)[1]
- Laura Weißmüller (2024)[2]

## Einzelbelege
1. ↑  ARCH+ News: Nikolaus Kuhnert mit BDA-Preis für Architekturkritik ausgezeichnet, abgerufen am 26. August 2021
2. ↑  Bund Deutscher Architektinnen und Architekten BDA » BDA-Preis für Architekturkritik 2024 geht an Laura Weißmüller. Drei Besondere Auszeichnungen für publizistische Leistungen «. Abgerufen am 16. Juni 2025.